# Pentatlo militar nos Jogos Mundiais Militares de 2011
As competições de pentatlo militar nos Jogos Mundiais Militares de 2011 estão sendo disputadas entre os dias 17 e 23 de julho. Os eventos estão sendo realizados na 26º Batalhão de Infantaria Paraquedista, Centro Nacional de Tiro Esportivo Tenente Guilherme Paraense, Centro Nacional de Pentatlo Moderno Coronel Eric Tinoco Marques, Campo de Parada Zenóbio da Costa e Centro de Instrução de Gericinó
Nos jogos militares deste ano, serão disputadas seis medalhas de ouro: individual, equipes, e revezamento, para ambos os sexos. As provas de revezamento são disputadas à parte. As modalidades disputadas são: Pista de progressão militar, tiro esportivo, natação utilitária, lançamento de granadas e cross country.

## Calendário
| Julho            | 15 | 16 | 17 | 18 | 19 | 20 | 21 | 22 | 23 | 24 |
| ---------------- | -- | -- | -- | -- | -- | -- | -- | -- | -- | -- |
| Pentatlo militar |    |    |    |    |    |    | 4  |    | 2  |    |

|  | Dia de competição |  | Dia de final |

## Medalhistas
Masculino
| Evento               | Ouro              | Prata                       | Bronze               |
| Individual detalhes  | He Shugan · China | Robert Krawczyck · Alemanha | Chen Xueming · China |
| Equipes detalhes     | China             | Venezuela                   | Brasil               |
| Revezamento detalhes | Turquia           | Coreia do Norte             | Suécia               |

Feminino
| Evento               | Ouro                | Prata                 | Bronze          |
| Individual detalhes  | Gong Yanyan · China | Wang Tang Lin · China | Liu Kun · China |
| Equipes detalhes     | China               | Coreia do Norte       | Brasil          |
| Revezamento detalhes | Coreia do Norte     | Noruega               | China           |

## Quadro de Medalhas
| Ordem | País            | Medalha de ouro | Medalha de prata | Medalha de bronze | Total |
| ----- | --------------- | --------------- | ---------------- | ----------------- | ----- |
| 1     | China           | 4               | 1                | 3                 | 8     |
| 2     | Coreia do Norte | 1               | 2                |                   | 3     |
| 3     | Turquia         | 1               |                  |                   | 1     |
| 4     | Alemanha        |                 | 1                |                   | 1     |
| 4     | Noruega         |                 | 1                |                   | 1     |
| 4     | Venezuela       |                 | 1                |                   | 1     |
| 7     | Brasil          |                 |                  | 2                 | 2     |
| 8     | Suécia          |                 |                  | 1                 | 1     |

## Ligações Externas
- «Programação das disputas de pentatlo militar nos Jogos Mundiais Militares de 2011»